# Ampelocera longissima
Ampelocera longissima är en hampväxtart som beskrevs av C.A. Todzia. Ampelocera longissima ingår i släktet Ampelocera och familjen hampväxter. Inga underarter finns listade i Catalogue of Life.